# Guillen Rubio
Guillen Rubio (Aragona, 1290 – XIV secolo) è stato un francescano spagnolo.
È anche noto come Guillermo de Rubió e F. Guilielmi de Rubione.
Studiò a Parigi fra il 1315 e il 1325, forse allievo di Francesco de la March. Il capitolo generale di Assisi approvò un suo commentario nel 1334.

## Opere
- (LA) Disputata in quatuor libros Magistri Sententiarum, vol. 1, Parigi, Josse Bade, Simon Vincent, Michel Conrad, 1518.
- (LA) Disputata in quatuor libros Magistri Sententiarum, vol. 2, Parigi, Josse Bade, Simon Vincent, Michel Conrad, 1518.